# Алітет іде в гори
«Алітет іде в гори» (рос. Алитет уходит в горы) — радянський художній фільм за однойменним романом Тихона Сьомушкіна, знятий на Кіностудії ім. М. Горького в 1949 році.

## Сюжет
Жорстокій експлуатації піддавалися до революції мешканці далекої Чукотки. З першим радянським кораблем прибув сюди уповноважений Камчатського ревкому Лось і етнограф Жуков. Вони прямували в стійбище Лорен. Звістка про появу російських людей швидко облетіла узбережжя. Долаючи опір американця-скупника Томсона і місцевого багатія Алітета, Лось і Жуков встановили справедливі закони торгівлі, згуртували навколо себе мисливців-бідняків. Американські колонізатори Томсон і його син Френк втекли з Чукотки. Пішов зі стійбища і кинутий ними багатій Алітет. Навесні на чукотський берег прибув загін радянських людей, щоб допомогти чукчам побудувати нове життя на вільній землі.

## У ролях
- Андрій Абрикосов — Микита Сергійович Лось, уповноважений Камчатського ревкому
- Лев Свердлін — чукча Алітет
- Борис Тенін — Чарлі Томсон
- Юрій Леонідов — Френк
- Муратбек Рискулов — Вааль
- Зана Заноні — Рультина
- Іоакім Максимов-Кошкинський — шаман
- Л. Туркін — Андрій Жуков
- Нурмухан Жантурін — Туматуге
- Кененбай Кожабеков — Айє
- Георгій Жжонов — епізод
- Гульфайрус Ісмаїлова — епізод
- Василь Бокарєв — епізод
- Віра Бурлакова — епізод

## Знімальна група
- Автор сценарію — Тихон Сьомушкін
- Режисер — Марк Донськой
- Оператор — Сергій Урусевський
- Художник — Давид Виницький, Петро Пашкевич
- Композитор — Лев Шварц